# Alpes Graiae
Alpes Graiae era una província romana al començament de l'Imperi Romà, seguidament unida a la Gàl·lia Transalpina. Alpes Graiae, una subdivisió amb fronteres canviants, va ser organitzada per l'emperador Claudi en un territori que incloïa l'actual cantó suís del Valais. Va fonamentar la capital Forum Claudii Coetronum (probablement l'actual Aime, a uns 30 km del coll del Petit Sant Bernat que la província havia de custodiar. El nom prové d’Alpis Graia, el nom romà del Petit Sant Bernat. Altres ciutats eren Darantasia i Octodurus (l'actual Martigny). La província d'Alpes Graiae sovint va combinar-se amb la d'Alpes Poeninae, més al nord i a l'est, que custodià el coll del Gran Sant Bernat. La subdivisió va quedar confusa fins a la reorganització administrativa de Dioclecià. Als segles II i III va obtenir el nom d'Atrectionae to i que no és clar si era una denominació alternativa per als Alpes Graiae o una altra delimitació.